# Saison 6 d'Unité 9
 (janvier 2018).
Si vous disposez d'ouvrages ou d'articles de référence ou si vous connaissez des sites web de qualité traitant du thème abordé ici, merci de compléter l'article en donnant les références utiles à sa vérifiabilité et en les liant à la section « Notes et références ».
Chronologie
Saison 5 Saison 7
Cet article présente les vingt-quatre épisodes de la sixième saison de la série télévisée québécoise Unité 9.

## Synopsis
L’établissement de Lietteville est en émoi. Jeanne Biron reste introuvable alors qu’on vient d’améliorer le système de sécurité. Normand Despins tient à la retrouver, morte ou vivante. Le procès de Caroline Laplante retient l’attention de beaucoup de monde. Cette ex-responsable de la sécurité porte plus que son crime, mais aussi la réputation du Service carcéral canadien. Le témoignage de Brittany Sizzla est déterminant, et les principaux intéressés – Normand Despins et Marie France Caron – sont impatients de voir ce qu’elle va révéler à la Cour. Marie Lamontagne reste très intéressée par tout ce qui se produit à Lietteville. L’évasion de Jeanne et le procès de Caroline l’interpellent. Elle souffre de n’être qu’une spectatrice silencieuse. Les analyses qu’elle entend de ces situations lui font comprendre que personne n’est en mesure d’apporter les nuances nécessaires dans ces dossiers si particuliers. Le personnel de Lietteville, autant les intervenants que le personnel de sécurité, est tenu de redorer l’image de l’établissement. La nomination de Marie-France Caron à un poste dans le ministère de la Sécurité publique lui permet de recroiser l’agent Marco Choquette à quelques occasions. Elle tient à comprendre le rôle qu’il a joué dans son éviction. Dans ces circonstances, la vie en unité devient plus stressante, et aucune détenue n’échappe à la vigilance de l’équipe menée par Normand Despins. Ce dernier pense qu’une présence plus importante d’IPL masculins, notamment au maximum, est une bonne chose pour tout le monde. De nouvelles alliances se tissent entre les détenues. Kim, Shandy, Bétina, Mariposa, Jessica, Henriette, Cameron et sœur Marie-Gisèle devront choisir avec qui elles veulent faire face à une surveillance encore plus intimidante. Deux nouvelles détenues viendront grossir les rangs de celles qui purgent déjà leur peine. Elles vont amener le personnel et les femmes en détention à affronter de nouvelles situations, tant sur le plan des rapports humains que celui des différentes relations d’aide.

## Distribution

### Acteurs principaux

#### Détenues
- Élise Guilbault : Kim Vanier (21 épisodes)
- Eve Landry : Jeanne Biron (21 épisodes)
- Catherine-Anne Toupin : Shandy Galarneau (20 épisodes)
- Danielle Proulx : Henriette Boulier (16 épisodes)
- Geneviève Schmidt : Jessica Poirier (16 épisodes)
- Sabrina Bégin Tejeda : Mariposa Selanes (16 épisodes)
- Céline Bonnier : Suzanne Beauchemin (15 épisodes)
- Carla Turcotte : Éva Côté (14 épisodes)
- Karelle Tremblay : Cameron Marquis (10 épisodes)
- Natasha Kanapé Fontaine : Eyota Standing Bear (9 épisodes)
- Claudia Ferri : Bétina Selanes (8 épisodes)

#### Personnel
- Mathieu Baron : Marco Choquette (24 épisodes)
- Guylaine Tremblay : Marie Lamontagne (23 épisodes)
- Marie-Chantal Perron : Madeleine Tessier (23 épisodes)
- Catherine Paquin-Béchard : Josée Tessier (22 épisodes)
- François Papineau : Normand Despins (21 épisodes)
- Jason Roy Léveillée : Kevin Anctil (20 épisodes)
- Luc Guérin : Steven Picard (17 épisodes)
- Goûchy Boy : Koffi Yatabéré (12 épisodes)
- Alexandre Bacon Braunstein : Yvann Bacuse (8 épisodes)
- Sophie Prégent : Marie-France Caron (6 épisodes)

#### Entourage de Marie Lamontagne
- Patrice L'Écuyer : Benoit Frigon (12 épisodes)
- Émilie Bibeau : Lucie Lamontagne (7 épisodes)
- Paul Doucet : Georges Sainte-Marie (6 épisodes)

### Acteurs récurrents / épisodiques

#### Détenues
- Angèle Coutu : Marie-Gisèle Castonguay (3 épisodes)
- Hélène Florent : Macha Vallières (3 épisodes)
- Ayisha Issa : Brittany Sizzla (3 épisodes)
- Kathleen Fortin : Manon "Boule de quilles" Granger (3 épisodes)
- Simone-Élise Girard : Judith Carpentier (2 épisodes)
- Claire Jacques : Solange "Oli" Chrétien (2 épisodes)
- Isabelle Jutras : Betty Conrad (1 épisode)

#### Personnel
- Debbie Lynch-White : Nancy Prévost (5 épisodes)
- Normand Daneau : Martin Lavallée (4 épisodes)
- Salomé Corbo : Caroline Laplante (3 épisodes)
- Marie-Pier Labrecque : Patrice Carpentier (2 épisodes)
- Marc Fournier : Médecin de Lietteville (1 épisode)
- Henri Chassé : André Chrétien (1 épisode)
- Karen Elkin : Christine Desjardins / Monlam (1 épisode)

#### Entourage
- Gaston Lepage : Maurice Marchand (7 épisodes)
- Karen Racicot : Brigitte O'Neil (5 épisodes)
- Philippe Thibault-Denis : Justin Boileau (4 épisodes)
- Nicola-Frank Vachon : Marco Biron (3 épisodes)
- Maxime Dumontier : Patrick Sirois (3 épisodes)
- Julien Poulin : Jean-Marc Poirier (2 épisodes)
- Michelle Labonté : Mme Poirier (2 épisodes)
- Maxime Mailloux : Mathieu Poirier (2 épisodes)
- Normand Canac-Marquis : Médecin de Madeleine (2 épisodes)
- Isabelle Brouillette : Patricia Joly (2 épisodes)
- Jaspreet Bhath : Lakshana (2 épisodes)
- Brigitte Poupart : Isabelle Corbeil (2 épisodes)
- Yves Amyot : Enquêteur de la Poursuite (2 épisodes)
- Annette Garant : Me Jordan (2 épisodes)
- Ellen David : Juge Suzan McDonald (2 épisodes)
- Hubert Proulx : Serge Biron (2 épisodes)
- Danny Gilmore : Bertrand Parizeau (1 épisode)
- Simon Rousseau : Pierre-Paul (1 épisode)
- Béatrice Picard : Sœur Agnès Grâce (1 épisode)
- Joanie Martel : Mayline (1 épisode)
- Vincent Hoss-Desmarais : Jean-Philippe Thomas (1 épisode)
- Steve Banner : Enquêteur Sûreté Nationale (1 épisode)
- Marc-André Boulanger : Motard tatoué (1 épisode)
- Xavier Huard : Romain Carrier (1 épisode)

## Commentaires
L'acteur Yves Amyot, qui interprète l'enquêteur de la poursuite, interprétait également un technicien Péri-Maître (2e rôle) lors de la saison 5.